# Volgogradská přehradní nádrž
Volgogradská přehradní nádrž (rusky Волгоградское водохранилище) je přehradní nádrž na území Volgogradské a v Saratovské oblasti v Rusku. Má rozlohu 3117 km². Je 540 km dlouhá a maximálně 17 km široká. Průměrná hloubka je 10,1 m. Má objem 31,5 km³.

## Vodní režim
Přehradní nádrž na řece Volze za přehradní hrází Volžské vodní elektrárny bylo naplněno v letech 1958-61. Reguluje sezónní kolísání průtoku.

### Přítoky
- Těreška
- Volha
- Velký Irgiz
- Velký Karaman

## Využití
Využívá se pro energetiku, vodní dopravu, zavlažování a zásobování vodou. Je zde rozvinuté rybářství (cejni, candáti, kapři). Na břehu leží města Saratov, Engels, Kamyšin, Dubovka, Volsk, Marks.